# Автослалом

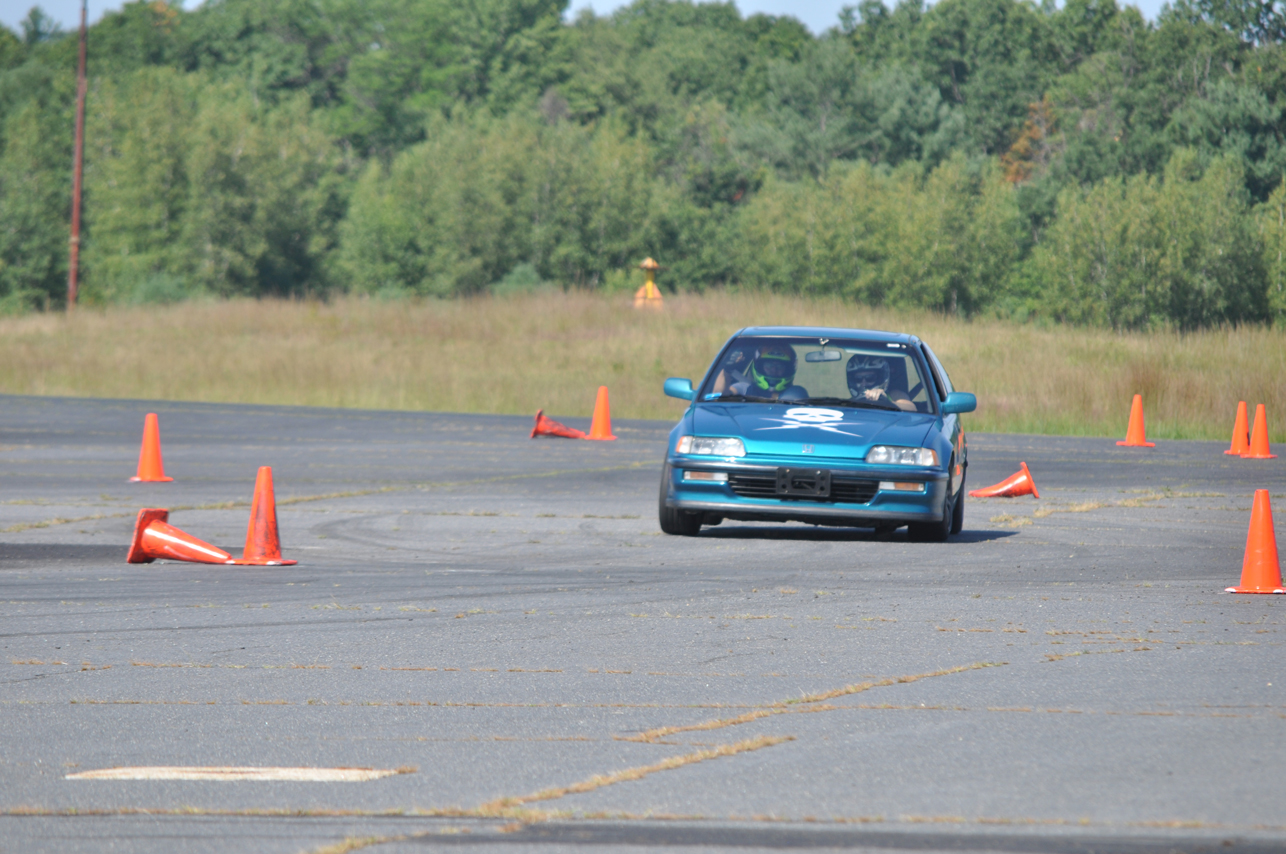
Автомобіль на трасі автослалому

Автосла́лом або фігурне водіння, швидкісне маневрування (англ. autotesting, autosolo, autocross) — автомобільні перегони на час по розміченій стійками (конусами, покришками) території зі складною трасою (круті повороти, змійки, розвороти на 180 градусів заднім і переднім ходом тощо).

## Особливості змагання
Зародження автослалому, як потужного спортивного руху, припадає на кінець 1990-х, початок 2000-х років. Такий рух в Україні відбувся завдяки створенню Всеукраїнської громадської організації «Федерації автомобільного слалому України» та їх партнерів автомобільних клубів в різних регіонах України. Увагу глядачів ця динамічна дисципліна привернула завдяки тим, що під час змагань автомобіль велику частину дистанції рухається не по прямій траєкторії, а здійснює різні маневри такі як: знос передньої осі, занос задньої осі, поліцейські розвороти тощо.
Водієві необхідно добре відчувати габарити свого автомобіля, вміти маневрувати заднім ходом, точно дозувати тягу на ведучих колесах, вибирати найкращу траєкторію руху, володіти прийомами стабілізації і швидкісних розворотів. У будь-який момент часу на трасі знаходиться лише один автомобіль, що виключає можливість контакту між автомобілями-учасниками. Завдяки низьким швидкостям і відсутності твердих перешкод автослалом в основному проводиться на серійних автомобілях (без каркасів безпеки), гонщик пристебнутий звичайним триточковим ременем безпеки, іноді обов'язковою є наявність шолома.
Зазвичай, у змаганнях використовуються серійні автомобілі, які конструктивно доводяться для участі в них. Основні зміни, що вносяться в автомобіль:
1. Налаштовується система впорскування пального.
2. Зменшується маса авто.
3. Встановлюються системи блокування диференціалів.
4. Залежно від виду траси змагання підбираються комплекти гуми.
5. Встановлюється гідравлічне ручне гальмо.

Залежно від марки автомобіля можуть вноситись незначні зміни в конструктивні елементи авто та встановлюватись інше обладнання але основним тут є те що автомобіль має залишатися серійним і бути придатним до експлуатації на дорогах загального призначення (тобто конструктивні зміни не повинні суперечити правилам дорожнього руху).

## Основні правила дисципліни

### Автомобілі
Розподіл автомобілів залежно від типу приводу робиться на три класи: 
А) Автомобілі із переднім приводом
Б) Автомобілі із заднім приводом
В) Автомобілі із повним приводом

### Траса змагань
Довжина фігури 300…500 метрів. Максимальний відрізок без зміни напрямку руху 20 метрів. Ширина воріт не менше 3-х метрів. Фігура на трасі позначається стійками висотою 1,5 м, які встановлені на опори діаметром 150 мм, конусами, покришками, тощо.
Стандартні елементи автослалому:
- «Еска» — елемент у вигляді латинської літери «S»;
- «Вісімка» — елемент у вигляді повної або неповної цифри «8»;
- «Ланка» — елемент, що повністю або частково відтворює ланку ланцюга;
- «Шпилька» — елемент у вигляді шпильки для волосся;
- «Змійка» — елемент, що імітує змієподібний «крок». Змійка може бути прямою і рознесеною, або мати ознаки і прямої і рознесеної одночасно. «Крок» змійки може бути однаковим або змінним. Елемент вважається змійкою, якщо містить як мінімум чотири маркери з «кроком» не менше ніж сім і не більше від п'ятнадцяти метрів;
- «Гараж» — елемент, що імітує заїзд в гараж заднім або переднім ходом з різними способами виїзду з нього. Габарити гаража повинні бути не меншими за 3х4 метри для заїжджання заднім і виїзду переднім ходом і не більшими за 10х10 метрів для наскрізного проїзду з розворотом всередині на 180—360 градусів;
- «Ворота» — елемент, що імітує заїзд у ворота заднім або переднім ходом. Ширина воріт повинна бути в межах 3…4 метрів;
- «Коридор» — елемент, що імітує їзду коридором як переднім, так і заднім ходом. Коридор повинен мати ширину не меншу за 3 і не більшу за 4 метри;
- «Лабіринт» — елемент, що імітує їзду у лабіринті. Цей елемент є схожим на «змійку», але виконується в обмеженому просторі. Він має в'їзд і виїзд шириною 3…4 метри і коридори шириною 5…10 метрів;
- «Підкова» — це виконання поворотів і розворотів не більше ніж на 360 градусів. Виконується навколо одного маркера;
- «Поліцейський розворот» — швидкісний перехід з руху заднім ходом до руху переднім ходом. Виконується як в обмеженому так і необмеженому просторі;
- «Разворот контрабандиста» — швидкісний перехід з руху переднім ходом до руху заднім ходом. Виконується як в обмеженому так і необмеженому просторі;
- «Бублик» — елемент, що імітує ковзання по льоді навколо одного маркера з розворотом на 360 і більше градусів;
- «Клумба» — елемент, що імітує ковзання по льоді навколо квадратної, прямокутної, круглої чи іншої форми клумби на 360 і більше градусів. Мінімальні розміри цього елемента 5х5 метрів.

Нестандартні елементи авто слалому — це елементи, що не мають ознак обов'язкових, стандартних і не є підходами для виконання елементів.
«Підхід» — проміжок між елементами (або заключна частина попереднього елемента, наприклад, останній прогін «змійки») достатній для виконання наступного елемента. Довжина такого проміжку повинна бути не більшою за 20 метрів.

### Проведення змагання
Змагання з автослалому складаються з двох частин:
Кваліфікаційні заїзди — вони проводяться для визначення майстерності, та здатності учасника змагання пройти трасу змагань у відповідності до основних регламентуючих документів (загального регламенту чемпіонату та індивідуального регламенту змагання). Під час кваліфікаційних заїздів на трасі знаходиться лише один автомобіль і в цьому автомобілі лише пілот. На кожному змаганні проводиться два кваліфікаційних заїзди: перший обов'язковий, другий за бажанням. Кваліфікаційні заїзди визначають черговість старту автомобілів під час залікових заїздів.
Залікові заїзди — це основні заїзди на яких учасники змагань борються за перемогу. На кожному змаганні проводяться три залікових заїзди. Два кращих результати приймаються до уваги при визначенні переможців. Учасник повинен пройти трасу змагань, яка позначена маркерами, опис яких встановлюється у Індивідуальному Регламенті, в суворій послідовності, визначеною схемою траси. Траса змагань вважається пройденою за схемою, якщо щонайменше три колеса автомобіля пройшли біля маркерів із вказаних боків. Фініш заїзду — базою автомобіля («Фініш базою» — фінішна смуга після зупинки авто повинна знаходитись у проміжку між маточинами передніх та задніх коліс з обох сторін автомобіля (в
«базі»).

### Результати змагань
Переможець та наступні місця визначаються за найменшою сумою часу, показаного у двох кращих залікових заїздах з урахуванням штрафного часу за порушення порядку виконання.
На учасників накладаються наступні штрафи:
а) за наїзд або дотик до маркера — додавання однієї секунди до часу проходження;
б) за наїзд або дотик до маркера передньою чи задньою частиною автомобіля (в межах габаритних ліхтарів) — додавання двох секунд до часу проходження;
в) фальстарт — додавання п'ятьох секунд до часу проходження;
г) відсутність «фінішу базою» — додавання двох секунд до часу проходження;
г) за наїзд або дотик до трьох чи більше маркерів — зняття з заїзду;
д) непроходження дистанції згідно схеми — зняття з заїзду.
Виключенням може бути лише перешкода на трасі (підтверджена суддями на трасі) у вигляді людини, авто, тварини, тощо, яка змусила спортсмена змінити швидкість або напрямок руху. Тільки в цьому випадку дається повторний заїзд.
Після кожного змагання, що визнане таким, що відбулося, учасникам у кожній заліковій групі, змагання в якій визнані такими, що відбулися, за виборені місця нараховуються очки.